# British Home Championship 1935/36
De British Home Championship van 1935/36 was de 48e editie van de British Home Championship. Het toernooi werd gehouden van 5 oktober 1935 tot en met 4 april 1936. Schotland werd kampioen.

## Eindstand
| Team          | Gsp | W | G | V | DV | DT | DS | Ptn |
| ------------- | --- | - | - | - | -- | -- | -- | --- |
| Schotland     | 3   | 1 | 2 | 0 | 4  | 3  | +1 | 4   |
| Engeland      | 3   | 1 | 1 | 1 | 5  | 4  | +1 | 3   |
| Wales         | 3   | 1 | 1 | 1 | 5  | 5  | 0  | 3   |
| Noord-Ierland | 3   | 1 | 0 | 2 | 5  | 7  | –2 | 2   |

## Wedstrijden
|                                                     |                      |       |                  |                                                                              |
| 5 oktober 1935 «onderlinge duels» 15:30 uur (UTC+1) | Wales                | 1 – 1 | Schotland        | Ninian Park, Cardiff Toeschouwers: 37.568 Scheidsrechter: Bert Caseley (ENG) |
| 5 oktober 1935 «onderlinge duels» 15:30 uur (UTC+1) | Charlie Phillips 40' |       | 34' Dally Duncan | Ninian Park, Cardiff Toeschouwers: 37.568 Scheidsrechter: Bert Caseley (ENG) |

|                                                    |                  |       |                      |                                                                              |
| 19 oktober 1935 «onderlinge duels» 15:00 uur (UTC) | Noord-Ierland    | 1 – 3 | Engeland             | Windsor Park, Belfast Toeschouwers: 28.000 Scheidsrechter: Willie Webb (SCO) |
| 19 oktober 1935 «onderlinge duels» 15:00 uur (UTC) | Jackie Brown 18' |       | 66', 69' Fred Tilson | Windsor Park, Belfast Toeschouwers: 28.000 Scheidsrechter: Willie Webb (SCO) |

|                                                     |                                   |       |                 |                                                                                      |
| 13 november 1935 «onderlinge duels» 14:30 uur (UTC) | Schotland                         | 2 – 1 | Noord-Ierland   | Tynecastle Park, Edinburgh Toeschouwers: 29.000 Scheidsrechter: Harry Nattrass (ENG) |
| 13 november 1935 «onderlinge duels» 14:30 uur (UTC) | Tommy Walker 60' Dally Duncan 89' |       | 49' Jimmy Kelly | Tynecastle Park, Edinburgh Toeschouwers: 29.000 Scheidsrechter: Harry Nattrass (ENG) |

|                                                    |                |       |                               |                                                                                        |
| 5 februari 1936 «onderlinge duels» 15:00 uur (UTC) | Engeland       | 1 – 2 | Wales                         | Molineux Stadium, Wolverhampton Toeschouwers: 22.613 Scheidsrechter: Willie Webb (SCO) |
| 5 februari 1936 «onderlinge duels» 15:00 uur (UTC) | Ray Bowden 38' |       | 47' Dai Astley 67' Bryn Jones | Molineux Stadium, Wolverhampton Toeschouwers: 22.613 Scheidsrechter: Willie Webb (SCO) |

|                                                  |                                                        |       |                                     |                                                                                |
| 11 maart 1936 «onderlinge duels» 15:00 uur (UTC) | Noord-Ierland                                          | 3 – 2 | Wales                               | Celtic Park, Belfast Toeschouwers: 20.000 Scheidsrechter: Harry Nattrass (ENG) |
| 11 maart 1936 «onderlinge duels» 15:00 uur (UTC) | Jimmy Gibb 34' Alex Stevenson 61' Norman Kernaghan 80' |       | 30' Dai Astley 43' Charlie Phillips | Celtic Park, Belfast Toeschouwers: 20.000 Scheidsrechter: Harry Nattrass (ENG) |

|                                                 |                    |       |                         |                                                                                     |
| 4 april 1936 «onderlinge duels» 15:15 uur (UTC) | Engeland           | 1 – 1 | Schotland               | Wembley Stadium, Londen Toeschouwers: 93.267 Scheidsrechter: William Hamilton (IRL) |
| 4 april 1936 «onderlinge duels» 15:15 uur (UTC) | George Camsell 30' |       | 77' (pen.) Tommy Walker | Wembley Stadium, Londen Toeschouwers: 93.267 Scheidsrechter: William Hamilton (IRL) |